# 카인과 아벨 (2009년 드라마)
《카인과 아벨》은 2009년 2월 18일부터 2009년 4월 23일까지 방송된 SBS 드라마 스페셜이다.

## 줄거리
구약 성경의 카인과 아벨 이야기를 모티브로 형제간에 벌어지는 갈등과 배신, 용서와 화해로 진정한 형제애를 그린 메디컬 드라마

## 등장 인물

### 주요 인물
- 소지섭 : 이초인 역 (아역 강이석)
- 신현준 : 이선우 역 (아역 차재돌(7세), 정찬우(17세))
- 한지민 : 오영지 역
- 채정안 : 김서연 역 (아역 김유정), (아역 윤정은)

### 주변 인물
- 김해숙 : 나혜주 역 - 보성병원 부원장, 선우의 어머니
- 장용 : 이종민 역 - 보성병원 원장, 선우의 아버지
- 하유미 : 김현주 역 - 응급의학과장, 응급의학센터 찬성
- 박성웅 : 오강철 역 - 오영지의 오빠
- 백승현 : 최치수 역 - 사이코패스적인 성격
- 한다민 : 이정민 역 - 초인의 의대 동창, 선우의 의대 후배
- 권해효 : 김진근 역 - 마취통증과장, 응급의학센터 찬성
- 안내상 : 조현택 역
- 송종호 : 강석훈 역 - 뇌과학 의료센터의 멤버, 선우의 후배이자 주치의
- 김명국 : 방태만 역 - 진료부장
- 김하균 : 오인근 역
- 유호린 : 남용태 역

### 그 외 인물
- 강수민 : 양동미 역
- 한시윤 : 간호사 역
- 송민형 : 서연의 아빠 역
- 김정하 : 서연의 엄마 역

## 수상 경력
- 2009년 SBS 연기대상 10대 스타상, 남자 최우수상 소지섭

## 참고 사항
- 본 드라마는 《왕과 나》의 후속작으로 김영찬 극본, 최호성 연출[1]로 하여 이선우 역에는 지진희, 김서연 역에는 추상미, 오영지(당시 민수지) 역에는 정려원이 들어갈 계획이었다.
- 또한 《왕과 나》가 50부작에서 66부작으로 연장하면서 첫 방영일이 2008년 2월 11일에서 4월 16일로 변경되었지만,[2] 그때까지도 대본이나 제작 여건이 충족되지 못했으며[3] 《왕과 나》의 연장이 없던 일이 되면서 그 자리에는 결국 《일지매》가 들어가게 되면서 언제 방영될지 알 수 없는 상황에 처했다.
- 결국 이 상황으로 인해 지진희, 추상미, 정려원 등이 빠졌으며, 배우들을 섭외하지 못한 채 소지섭 중심의 원톱 드라마인 〈닥터 스톱〉으로 가는 듯 했지만 신현준[4]이 들어오게 되면서 제목 또한 《카인과 아벨》로 하여 1년여 만에 수목 미니시리즈로 편성되었다.
- 대부분 외주제작사가 만든 미니시리즈가 그랬던 것처럼 주요 배우들이 출연료를 받지 못했었다.[5]